# Тейлор, Генри Фитч
Генри Фитч Тейлор (англ. Henry Fitch Taylor; 1853—1925) — американский художник.
Старейший в поколении американских художников, откликнувшихся на кубизм и исследовавших его.

## Биография
Родился 15 сентября 1853 года в Цинциннати.
Учился в Академии Жюлиана в Париже, в 1885 году уехал в Барбизон. Вернулся в США в 1888 или в 1889 году, основал собственную студию в Нью-Йорке.
С 1898 по 1908 год он проживал в Кос-Кобе, штат Коннектикут. Был членом одноимённой художественной колонии. Много писал, но работы не выставлял. В колонии встречался с Джоном Твахтманом, Чайлдом Хассамом, Уиллой Кэсер, Артуром Дэвисом, Джорджем Лаксом и Уолтом Куном, которые сыграли важную роль в жизни Тейлора как художника.
20 марта 1913 года Генри Тейлор женился на Кларе Дэвидж (Clara Sidney Potter Davidge), дочери епископа Генри Поттера, и пара переехала в её поместье на Статен-Айленде.
Умер 10 сентября 1925 года в местечке Плэйнфилд, штат Нью-Гэмшир. Был похоронен на кладбище Poughkeepsie Rural Cemetery города Покипси.